# اليوم الدولي لحماية التعليم من الهجمات
اليوم الدولي لحماية التعليم من الهجمات هو حدث للأمم المتحدة، يُقام في 9 سبتمبر من كل عام، أقرته الجمعية العامة للأمم المتحدة في 28 مايو 2020، ويهدف إلى تسيلط الضوء على الهجمات على الطلاب والمعلمين والمؤسسات التعليمية أثناء النزاعات المسلحة، واستخدام المدارس لأغراض عسكرية، وكذلك الجهود الرامية إلى تعزيز وحماية الحق في التعليم وتسهيل استمرار التعليم في النزاعات المسلحة.

## وصلات خارجية
- الموقع الرسمي.